# 井口良香
井口 良香（いぐち よしか、1887年（明治20年）7月1日 - 没年不明）は、日本の実業家。蛟河商工公会理事。満州国協和会蛟河県（旧・額穆県）本部委員。
族籍は佐賀県士族。弟は日東製粉元社長の井口良二。衆議院議員で第27代自由民主党総裁かつ第100代内閣総理大臣岸田文雄の母方の大伯父。

## 経歴
佐賀県唐津市大字唐津出身。佐賀県士族・井口兆之助の長男として生まれる。
1906年（明治39年）下関商業学校を卒業後、特産貿易商・岩城商会に入社。その後、唐津・上海・芝罘・青島・大連各支店を歴任。1919年（大正8年）（または1920年（大正9年）とも）、同商会の合資会社への改組とともに代表社員に就任。
1934年（昭和9年）独立創業。糧桟（中国東北部の特産物である大豆や高粱の集荷・保管・販売に携わる業者）として、蛟河県糧桟や岩城糧桟を創立した。また蛟河日本人会副会長も務めた。宗教は禅宗。

## 家族

### 井口家
- 父・兆之助[5]
- 母・繁子（佐賀県士族・戸川俊雄の長女、唐津神社宮司を代々務める戸川家の出身）[5][6]
- 妻・エイ（佐賀県人・尾上卯太郎の長女）[1][5]
- 長男・良隆（大連商業卒）[1][5]
- 次男・良康（大連商業卒、岩城糧桟支配人）[1][5]
- 三男・純輔[1][5]
- 次女・廣子（大連昭和高女卒）[1][5]
- 三女・貞子[5]
- 長弟・良二[5]
- 次弟・良庫[5]
- 末弟・四男造[5]
- 長妹・キマ[5]
- 次妹・トク[5]
- 末妹・ユウ[5]